# San Sebastián Gipuzkoa Basket Club
Maillots
Le San Sebastián Gipuzkoa Basket Club, actuellement connu sous le nom de Delteco GBC, est un club espagnol de basket-ball basé à Donostia (Pays basque). Le club évolue en LEB Oro, la deuxième division du championnat d'Espagne.

## Historique

Logo de 2015 à 2017.

Le club est relégué en LEB Oro à la fin de la saison 2015-2016 mais ne reste qu'une saison en seconde division avant de remonter en Liga ACB.
Le club remonte en Liga ACB pour la saison 2020-2021 mais est relégué dès la fin de la saison.

## Sponsors
Le San Sebastián Gipuzkoa BC a eu plusieurs dénominations à travers les années en raison de ses sponsors :
- 2001-2002 : Datac GBC
- 2004-2009 : Bruesa GBC
- 2009-2013 : Lagun Aro GBC
- 2015-2017 : RETAbet.es GBC
- 2017-2020 : Delteco GBC
- depuis 2020 : Acunsa GBC

## Bilan sportif

### Palmarès
| Compétitions nationales                                 | Compétitions internationales |
| - Championnat d'Espagne de D2 : - Vainqueur (1) : 2006. | - Néant.                     |

### Bilan saison par saison
| Saison                    | Championnat national       | Championnat national       | Championnat national       | Championnat national       | Championnat national       | Championnat national       | Championnat national       | Championnat national       | Championnat national       | Coupe d'Espagne            | Supercoupe d'Espagne       | Compétitions européennes   | Compétitions européennes   |
| Saison                    | Niveau                     | Division                   | Classement                 | Pts                        | MJ                         | V                          | D                          | %V                         | Playoffs                   | Coupe d'Espagne            | Supercoupe d'Espagne       | Compétition                | Résultat                   |
| ------------------------- | -------------------------- | -------------------------- | -------------------------- | -------------------------- | -------------------------- | -------------------------- | -------------------------- | -------------------------- | -------------------------- | -------------------------- | -------------------------- | -------------------------- | -------------------------- |
| Gipuzkoa BC               |                            |                            |                            |                            |                            |                            |                            |                            |                            |                            |                            |                            |                            |
| 2001-2002                 | 3                          | LEB II                     | 11e/16                     | 43                         | 30                         | 13                         | 17                         | .567                       | -                          | -                          | -                          | -                          | -                          |
| 2002-2003                 | Pas inscrit en compétition | Pas inscrit en compétition | Pas inscrit en compétition | Pas inscrit en compétition | Pas inscrit en compétition | Pas inscrit en compétition | Pas inscrit en compétition | Pas inscrit en compétition | Pas inscrit en compétition | Pas inscrit en compétition | Pas inscrit en compétition | Pas inscrit en compétition | Pas inscrit en compétition |
| 2003-2004                 | Pas inscrit en compétition | Pas inscrit en compétition | Pas inscrit en compétition | Pas inscrit en compétition | Pas inscrit en compétition | Pas inscrit en compétition | Pas inscrit en compétition | Pas inscrit en compétition | Pas inscrit en compétition | Pas inscrit en compétition | Pas inscrit en compétition | Pas inscrit en compétition | Pas inscrit en compétition |
| 2004-2005                 | 3                          | LEB II                     | 2e/16                      | 51                         | 30                         | 21                         | 9                          | .700                       | 1/4 de finale              | -                          | -                          | -                          | -                          |
| 2005-2006                 | 2                          | Liga LEB                   | 5e/18                      | -                          | 34                         | 19                         | 15                         | .559                       | Vainqueur                  | -                          | -                          | -                          | -                          |
| San Sebastián Gipuzkoa BC |                            |                            |                            |                            |                            |                            |                            |                            |                            |                            |                            |                            |                            |
| 2006-2007                 | 1                          | Liga ACB                   | 18e/18                     | 42                         | 34                         | 8                          | 26                         | .235                       | -                          | -                          | -                          | -                          | -                          |
| 2007-2008                 | 2                          | Liga LEB Oro               | 3e/18                      | -                          | 34                         | 24                         | 10                         | .706                       | Vainqueur                  | -                          | -                          | -                          | -                          |
| 2008-2009                 | 1                          | Liga ACB                   | 12e/17                     | 43                         | 32                         | 11                         | 21                         | .344                       | -                          | -                          | -                          | -                          | -                          |
| 2009-2010                 | 1                          | Liga ACB                   | 14e/18                     | 47                         | 34                         | 13                         | 21                         | .382                       | -                          | -                          | -                          | -                          | -                          |
| 2010-2011                 | 1                          | Liga ACB                   | 14e/18                     | 46                         | 34                         | 12                         | 22                         | .353                       | -                          | -                          | -                          | -                          | -                          |
| 2011-2012                 | 1                          | Liga ACB                   | 5e/18                      | 53                         | 34                         | 19                         | 15                         | .559                       | 1/4 de finale              | 1/4 de finale              | -                          | -                          | -                          |
| 2012-2013                 | 1                          | Liga ACB                   | 17e/18                     | 42                         | 34                         | 8                          | 26                         | .235                       | -                          | -                          | -                          | -                          | -                          |
| 2013-2014                 | 1                          | Liga ACB                   | 10e/18                     | 50                         | 34                         | 16                         | 18                         | .471                       | -                          | -                          | -                          | -                          | -                          |
| 2014-2015                 | 1                          | Liga ACB                   | 17e/18                     | 44                         | 34                         | 10                         | 24                         | .294                       | -                          | -                          | -                          | -                          | -                          |
| 2015-2016                 | 1                          | Liga ACB                   | 18e/18                     | 41                         | 34                         | 7                          | 27                         | .206                       | -                          | -                          | -                          | -                          | -                          |
| 2016-2017                 | 2                          | Liga LEB Oro               | 1er/18                     | 59                         | 34                         | 25                         | 9                          | .735                       | -                          |                            | -                          | -                          | -                          |
| 2017-2018                 | 1                          | Liga ACB                   | 13e/18                     | -                          | 34                         | 13                         | 21                         | .382                       | -                          | -                          | -                          | -                          | -                          |
| 2018-2019                 | 1                          | Liga ACB                   | 13e/18                     | -                          | 34                         | 10                         | 24                         | .294                       | -                          | -                          | -                          | -                          | -                          |
| 2019-2020                 | 2                          | LEB Oro                    | En cours                   | -                          | -                          | -                          | -                          | -                          | -                          | -                          | -                          | -                          | -                          |

## Joueurs et personnalités du club

### Entraîneurs successifs
- 2007-2011 :  Pablo Laso
- 2011-2014 :  Sito Alonso
- 2014-2015 :  Jaume Ponsarnau
- 2015-2018 :  Porfirio Fisac
- 2018-2019 :  Sergio Valdeolmillos

### Joueurs célèbres ou marquants
- Nigel Wyatte
- Jared Jordan
- Andrew Panko
- Morris Finley
- Chris Lofton
- Michael Bradley
- Charles Pittman
- Ivan Paunić
- Vítor Faverani
- Raul Neto
- Rob Lewin
- Ekene Ibekwe
- Domen Lorbek
- Henk Norel